# Juegos Olímpicos de Londres 1944
Los Juegos Olímpicos de Londres 1944, oficialmente conocidos como Juegos de la XIII Olimpiada, fueron cancelados por acontecer la Segunda Guerra Mundial. La ciudad elegida para albergarlos era Londres, capital del Reino Unido.
La elección de la sede tuvo lugar en junio de 1939, pero del mismo modo que sucedió con los Juegos Olímpicos de Verano de 1940, Londres no pudo organizarlos por la guerra y las celebraciones se suspendieron. En compensación, el Comité Olímpico Internacional nombró a la ciudad británica como la sede de los JJ. OO. de 1948, sin votación.

## Historia
Meses antes de que se confirmara la cancelación de los Juegos Olímpicos de Verano de 1940, que tendrían que haberse celebrado en Helsinki, el Comité Olímpico Internacional votó una nueva sede para el próximo evento, que debería haberse celebrado en 1944. La elección fue Londres, que se impuso a las candidaturas de Roma, Detroit, Lausana, Atenas, Budapest, Helsinki y Montreal.
A diferencia de la edición cancelada de 1940, donde hubo hasta calendarios programados con las pruebas, los Juegos Olímpicos de Londres no contaron con la suficiente organización porque Reino Unido estaba envuelto en la Segunda Guerra Mundial. El conflicto estalló en septiembre de 1939, y su transcurso obligó al país a renunciar a ellos. El COI se comprometió a darles la organización de la edición de 1948, que sí tuvo lugar porque la guerra ya había terminado.
Pese a la cancelación de los Juegos, el COI organizó actos oficiales para celebrar su cincuenta aniversario, que tuvieron lugar entre el 17 de junio y el 19 de junio de 1944 en Lausana (Suiza), sede central de la organización olímpica. El impulsor de estos actos fue Carl Diem, creador de la tradición de la antorcha olímpica en los Juegos de la era moderna.